# Албасенка
Албасенка, Албузинка — река в России, протекает по территории Островского района Костромской области. Устье реки находится в 61 км по правому берегу реки Меры. Длина реки составляет 15 км, площадь водосборного бассейна 60,5 км².
Исток реки находится в лесу, восточнее деревень Тарасово и Григорово в 12 км к юго-западу от посёлка Островское. Течёт на северо-восток и восток, в среднем течении на реке деревни Большое Вихарцево и Задняя. Крупнейший приток — Мурма (левый). Впадает в Меру ниже посёлка Островское.

## Данные водного реестра
По данным государственного водного реестра России относится к Верхневолжскому бассейновому округу, водохозяйственный участок реки — Волга от города Кострома до Горьковского гидроузла (Горьковское водохранилище), без реки Унжа, речной подбассейн реки — Волга ниже Рыбинского водохранилища до впадения Оки. Речной бассейн реки — (Верхняя) Волга до Куйбышевского водохранилища (без бассейна Оки).
По данным геоинформационной системы водохозяйственного районирования территории РФ, подготовленной Федеральным агентством водных ресурсов:
- Код водного объекта в государственном водном реестре — 08010300412110000013681
- Код по гидрологической изученности (ГИ) — 110001368
- Код бассейна — 08.01.03.004
- Номер тома по ГИ — 10
- Выпуск по ГИ — 0